# Compass Group
 (mars 2016).
Compass Group PLC est une entreprise britannique de restauration sous contrat. Elle exerce son activité dans près de 50 pays.

## Historique
En 1941, en Grande-Bretagne, à la suite de la loi « un repas chaud par jour » (One Hot Meal a Day), Jack Bateman crée Factory Canteens Ltd pour la restauration des ouvriers des usines de munitions.
En 1960, Bateman Catering et Midland Catering fusionnent avec Grand Metropolitan pour devenir Grand Met Catering Services, rebaptisé Compass Contract Services en 1984, puis Compass Group en 1987 à la suite de son rachat par les cadres via un leveraged buyout.
En 1988, le groupe est introduit en bourse à Londres. Les années 1990 et le début des années 2000 voient une expansion continue : achat en 1992 de Letheby & Christopher et Travellers Fare, en 1993 de SAS Service Partner (SAS Airlines) qui devient Select Service Partner (SSP), et de Roux Fine Dining, en 1994 aux États-Unis de Canteen Vending (distribution automatique), en 1995 de Eurest International au Groupe Accor, et coentreprise avec RKHS (Inde), en 1996 d'Eurest France, Service America et PFM, en 1997 création de Compass Southern Africa en coentreprise avec KKS, en 1998 acquisition de SHRM (Services d'hôtellerie, de restauration, et de management) et sa filiale française SHR, avec création de Compass Group France, achat du groupe Henri Azuelos (Normapro, CFR, Le Train bleu), inscription à l'indice FTSE 100 ; Restaurant Associates (États-Unis) rejoint Compass Group.
En 1999, Compass Group fonde une coentreprise au Brésil avec GRSA, rachète Patina en Australie ainsi que My Lunch et Riall en Italie, et conclut un partenariat avec Levy Restaurants.
2000 voit une fusion avec Granada PLC, d'où la création de Granada Compass. L'accord est rompu l'année suivante, Compass Group revient à la bourse de Londres et vend sa division Forte Hôtels. En parallèle elle achète Morrison Management Specialists, Milburn's, et Crothall (États-Unis) ainsi que le groupe suisse Selecta (distribution automatique), et crée ADNH (Moyen-Orient) par coentreprise.
En 2002, Compass Group achète Seiyo Foods (Japon), Bon Appetit (États-Unis) et Régiself (France), puis en 2003 Onama (Italie), Wimbledon Caterer FMC et Millie's Cookies et revend Travelodge et Little Chef (États-Unis).
2004 voit l'acquisition de Everson Hewett et Keith Prowse et 2005 la vente de Au Bon Pain (en) (États-Unis). En octobre 2005, les Nations unies lancent une enquête à la suite de soupçons de corruption dans l'attribution de contrats à la division ESS. Le groupe confirme des irrégularités dues à quelques individus. À la suite de cette affaire, Compass Group adopte le Pacte Mondial des Nations unies[source secondaire nécessaire] (United Nations Global Compact) encourageant les entreprises à faire des droits de l'homme, des conditions de travail, de la responsabilité environnementale, et de la lutte contre la corruption, une partie intégrante de l'activité, tout en maintenant les avantages concurrentiels de l'entreprise.
Le groupe réduit alors un peu son envergure[pourquoi ?]. En 2006, SSP est vendu à EQT Partners (avec Moto (en) et Creative Host Services (États-Unis)), de même qu'European Inflight and Rail Catering, Restaurant Associates et Krispy Kreme (États-Unis). La vente de SSP prévoit que les marques Upper Crust et Harry Ramsden's pourront encore être utilisées par Compass Group dans les entreprises et universités. En 2007, Selecta est vendue à Allianz Capital Partners GmbH.
En novembre 2019, Compass annonce la suppression de 4 000 postes essentiellement en Europe.

## Principaux actionnaires
Au 12 décembre 2019:
| BlackRock Investment Management       | 7,20% |
| Massachusetts Financial Services      | 6,97% |
| Invesco Advisers                      | 4,59% |
| Invesco Canada                        | 4,24% |
| The Vanguard Group                    | 3,12% |
| Walter Scott & Partner                | 2,98% |
| BlackRock Fund Advisors               | 2,64% |
| Artisan Partners                      | 2,35% |
| Legal & General Investment Management | 2,31% |
| Norges Bank Investment Management     | 2,18% |

## Filiales
- Afrique du Sud : Compass Group Southern Africa (Pty) Ltd (75%) et Supercare Services Group (Proprietary) Limited (75%)
- Allemagne : Compass Group Deutschland GmbH, Medirest GmbH & Co OHG, Eurest Deutschland GmbH, Eurest Services GmbH et Food Affairs GmbH
- Australie : Compass Group (Australia) Pty Limited
- Brésil : GRSA Serviços e Alimentação Ltda
- Canada : Compass Group Canada Ltd (Groupe Compass Canada Ltée)
- Espagne : Compass Group Holdings Spain, S.L. et Eurest Colectividades S.L.
- États-Unis : Bon Appétit Management Company (en), Compass Group USA Investments Inc., Compass Group USA, Inc., Crothall Services Group, Flik International Corp., Foodbuy LLC, Levy Restaurants LP, Morrison Management Specialists (en) Inc., Restaurant Associates Corp. et Wolfgang Puck Catering and Events, LLC (90%)
- France : Compass Group France Holdings SAS et Compass Group France SAS
- Italie : Compass Group Italia S.P.A.
- Japon : Seiyo Food-Compass Group, Inc.
- Pays-Bas : Compass Group International BV, Compass Group Nederland BV, Compass Group Nederland Holding BV, Eurest Services BV
- Royaume-Uni : Compass Contract Services (U.K.) Limited, Compass Group Holdings PLC, Compass Group UK & Ireland Limited, Compass Group Procurement Limited, Compass Purchasing Limited, Compass Services (U.K.) Limited, Hospitality Holdings Limited, Letheby & Christopher Limited, Scolarest Limited et VSG Group Limited
- Suisse : Compass Group (Suisse) SA et Restorama AG
- Turquie : Sofra Yemek Űretim Ve Hizmet A.S.

## Principales marques
(février 2016).
Le groupe décline ses activités en cinq marchés, chacun possédant ses propres marques (parfois en coentreprise).
- Entreprises et industries : Eurest[8], Baxter & Platts, Everson Hewett, Quadrant, Shaw Catering, Summit Catering.
- Restauration gastronomique : Restaurant Associates, Roux Fine Dining, Leith’s, Flik (USA), the Patina Group, Rosell (LU).
- Marchés spécifiques : Éducation : Scolarest, Chartwells ; Santé et maisons de retraites : Medirest, Morrison (USA), Crothall (USA), Clinic Catering Services (Allemagne), Novelia (LU); Service de nettoyage : Innoclean (LU).
- Sports et loisirs : All Leisure, Letheby & Christopher, Payne & Gunter, Circadia, Leith’s, Milburns, P&C Morris, Langston Scott, Peter Parfitt, Keith Prowse, FMC, Leisure Support Services, Levy Restaurants (USA et France).
- Distribution automatique : Canteen Vending (USA), Automat'Services (Luxembourg).

Compass Group propose également une large palette de marques et concepts :
- En marque propre : Upper Crust, Harry Ramsden’s, Caffé Ritazza, Taste, Naples 45, Cucina & Co, Profiles (foodservice), Delimento (retail), Choices, WorldMarché, Amigo.
- En franchise : Burger King[réf. nécessaire], Sbarro, Krispy Kreme, Marks & Spencer Simply Food.